# UniLang.org
Az UniLang.org vagy Unilang Közösség (angolul: Unilang Community) vagy egyszerűen csak UniLang egy többnyelvű web-alapú nyelvi közösség szabad tagsággal online nyelvi anyagok közlésére.

## A közösség
Az UniLang Közösség egy nonprofit szervezet, amelyet különböző nemzetközi tagok alkotnak, akik megosztják nyelvi és nyelvészeti tudásukat másokkal.
Az UniLang.org anyagait – a Wikipédiához hasonlóan – önkéntesek bővítik a világ minden részéből, bárki hozzáférhet, aki rendelkezik internet eléréssel. A tagok saját maguk indíthatnak projekteket, nyithatnak fórumokat, csevegőszobákat, amiket aztán maguk koordinálnak.
A közösség nyíltan készít nyelvi anyagokat, online segítséget nyújt a tagjainak. Néhány kivételtől eltekintve minden adat nyílt licenc alatt érhető el (UniLang Public License). A szervezet több díjat nyert és szerepel az UNESCO keresőjében is.
Az UniLang.org rendszere támogatja az Unicode-ot, ezért a tagok különféle írásrendszereket (akár kínai, arab, orosz, stb.) használhatnak munkájuk során. Ezen túl a rendszer bármilyen nyelvre lefordítható, bárki elindíthatja a saját nyelvű UniLang felületét.
A portál tartalmaz egy nyílt, a Wikipédiához hasonló wiki-t is, melyben a tagok szerkeszthetik saját cikkeiket, készíthetnek nyelvi feladatokat, vizsgákat, melyeket a többi tag korlátlanul használhat.
Az UniLang.org-nak van egy online magazinja is, a Babel Babble, amelyet szintén a tagok írásaiból állítanak össze.

## UniLang anyagai
- The Of Course Project – Az UniLang hivatalos dokumentációja, amely leírja, hogy a tagok milyen formában publikálhatják saját írásaikat.
- Online nyelvleckék különböző nehézségi szinteken, számos nyelvhez.
- Nyelvtani anyagok, szótárak strukturált formában
- Az UniLang Wiki' – Nyelvi és nyelvészeti információk adatbázisa, mely a tagok által szabadon bővíthető.
- Kiejtési és írási útmutatók
- Kifejezések gyűjteménye több nyelven
- Történetek, melyek bármilyen nyelvre lefordíthatók
- Interaktív nyelvi anyagok – játékok, gyakorlatok különböző nyelvekhez
- Daily Language Mail – Napi rendszerességgel jelentkező hírlevél (szavak, kifejezések fordításaival)

## Külső hivatkozások
- UniLang Community Főoldal
- Magyar nyelvvel kapcsolatos anyagok az UniLang.org-on[halott link]